# Deemed-to-be-university
Een deemed-to-be-university of Deemed University betekent een veronderstelde universiteit of geachte universiteit en is een accreditatie die wordt verleend aan instellingen voor hoger onderwijs in India door het ministerie van Hoger Onderwijs onder het ministerie van Onderwijs.
Deemed Universities zijn universiteiten waar, anders dan bij universiteiten, op een hoog niveau op een specifiek gebied studie verrichten. Deemed universities krijgen de status ‘deemed’ door het University Grants Commission (UCG).
India kent Deemed-to-be-universities, Autonomous Institutes en Private universities. Deemed-to-be-universities kunnen hun eigen syllabus bepalen, kunnen zelf diploma's aan studenten uitreiken en hebben volledig vrijheid in het bepalen van collegegeld, erkenningen syllabus. Autonomous Institutes kunnen niet zelf diploma's uitreiken maar dit gebeurt in samenwerking met partner unversiteiten. Ook zijn ze voor het samenstellen van de syllabus en erkenning afhankelijk van partners. Private universities kunnen zelf hun syllabus bepalen, zelf diploma's uitreiken met goedkeuren van UCG en zich houden aan de regels van de UCG.